# فارتينيه أوهانيان
فارتينيه سيمون أوهانيان (مواليد 1 يناير 1984) هي سياسية، إدارية ومرشدة اجتماعية لبنانية، شغلت منصب وزير الشباب والرياضة في حكومة حسان دياب في 21 يناير 2020، وفي 10 أغسطس 2020، استقالت الحكومة، وتولت تصريف الأعمال لحين تشكيل حكومة نجيب ميقاتي الثالثة في 10 سبتمبر 2021.

## النشأة والدراسة
ولدت فارتينيه أوهانيان في برج حمود. أنهت دراسته الثانوية في 2002، وحصلت على شهادة البكالوريا في فرع الاقتصاد والاجتماع. تملك إجازة في العلوم الإجتماعي في 2005 من الجامعة اللبنانية، ودبلوم إدارة مشاريع من جامعة هايكازيان. اوهانيان متزوجة من المهندس آرا كيفوركيان.

## الحياة العملية
قامت اوهانيان بالإرشاد الاجتماعي في ميتم عش العصافير في جبيل، ومطرانية الأرمن الارثوذكس، وكانت مديرة مركز زوارتنوتس التربوي والتأهيلي. وقد تولّت وزارة الشباب والرياضة خلفًا للوزير محمد فنيش.

## وزرارة الشباب والرياضة
اُختيرت فارتينيه أوهانين وزيرةً للشباب والرياضة في الحكومة اللبنانية السادسة والسبعون، بترشيح من حزب الطاشناق. وهي في المنصب منذ 21 كانون الثاني 2020، حتى 10 أغسطس/آب 2020.

### استقالة الحكومة
في 10 أغسطس 2020، أعلن حسان دياب استقالة حكومته على خلفية انفجار مرفأ بيروت الذي وقع في 4 أغسطس 2020، على أن تقوم الحكومة بتصريف الأعمال لحين تشكيل حكومة جديدة.